# Peter Falter
Peter Falter (* 10. Dezember 1949) ist ein ehemaliger deutscher Fußballspieler.
Falter begann seine Karriere beim ESV Ingolstadt-Ringsee, ehe er 1971 zu Rot-Weiss Essen wechselte. 1974 ging er zu Bayer 05 Uerdingen und stieg mit Bayer Uerdingen durch den Erfolg in den Relegationsspielen gegen den FK Pirmasens in die erste Bundesliga auf. Im Rückspiel gegen den FK Pirmasens erzielte Falter drei Tore und traf als Sänger auch bei der anschließenden Aufstiegsfeier in Uerdingen ins Schwarze („Ich bin der Peter Lorimer von Uerdingen“ – In Anlehnung an den legendären Stürmer von Leeds United). In der Winterpause der darauffolgenden Saison 1975/76 wechselte er zum TSV 1860 München. 1987 beendete er seine Karriere ebenda.
Der Stürmer absolvierte 19 Bundesligaspiele (1 Tor) und 97 Zweitligaspiele (33 Tore).